# Svend Gredsted
Svend Poul Christian Gredsted (født 7. oktober 1908 på Frederiksberg, død 21. august 1979 i Hornbæk) var en dansk advokat og politiinspektør. Fra 1957 til 1960 var han formand for Danmarks Cykle Union.